# Osmylops hirsutus
Osmylops hirsutus là một loài côn trùng trong họ Nymphidae thuộc bộ Neuroptera. Loài này được New miêu tả năm 1985.